# يادرانكا كوسور
يادرانكا كوسور (بالكرواتية: Jadranka Kosor) (بالكرواتية: Jadranka Kosor) (و. 1953 – م)هي صحفية، وسياسية، وشاعرة من كرواتيا . تولت منصب رئيس وزراء كرواتيا (6 يوليو 2009–23 ديسمبر 2011) وهي عضوة في الاتحاد الديمقراطي الكرواتي، ورابطة شيوعيي يوغسلافيا .

## روابط خارجية
- يادرانكا كوسور على موقع الموسوعة البريطانية (الإنجليزية)
- يادرانكا كوسور على موقع مونزينجر (الألمانية)